# Tima
Tima (arab. طما) – miasto w Egipcie, w muhafazie Sauhadż. W 2006 roku liczyło 67 443 mieszkańców.